# Wilhelmus Marinus van Rossum

Kardinal van Rossum als päpstlicher Legat auf dem XXIII. Internationalen Eucharistischen Kongress, Wien, 1912

Wilhelmus Marinus Kardinal van Rossum CSsR (* 3. September 1854 in Zwolle, Niederlande; † 30. August 1932 in Maastricht) war ein Kurienkardinal der römisch-katholischen Kirche.

## Leben
Wilhelmus Marinus van Rossum war der Sohn (einer von fünf Kindern) des Böttchers Johan van Rossum und seiner Ehefrau Hendrika Veldwillems. Sein Vater starb, als er sechs Jahre alt war, seine Mutter, als er neun Jahre alt war. Willem wurde in das katholische Internat seiner Heimatstadt aufgenommen. Als Zehnjähriger lernte er anlässlich einer Volksmission, zu der Redemptoristen aus Amsterdam nach Zwolle gekommen waren, diesen Orden kennen. Damals beschloss er, den Redemptoristen beizutreten. Dank der Unterstützung des Pfarrers seiner Heimatpfarrei, Gerardus Roelofs, der seine Berufung und seine Begabung erkannte, konnte er 1867 in das Kleine Seminar in Culemborg eintreten.
1873 trat Willem van Rossum in den Redemptoristenorden ein und erhielt in verschiedenen Häusern des Ordens (in Wittem, in Roermond und in ’s-Hertogenbosch) seine theologische und philosophische Ausbildung. Er empfing am 17. Oktober 1879 das Sakrament der Priesterweihe und arbeitete anschließend als Professor für Latein und Rhetorik in Roermond. Von 1883 bis 1892 wirkte er als Professor für Dogmatik und Dogmengeschichte am Scholastikat in Wittem, wo er in den Jahren von 1886 bis 1893 das Amt des Studienpräfekten versah und in den Jahren von 1893 bis 1895 als Rektor der Hausleitung vorstand.
Von 1895 bis 1911 gehörte er der Kommunität seines Ordens in Rom an und war Berater der Kommission für die Kodifikation des Kanonischen Rechts. In den Jahren 1909 bis 1911 nahm er Leitungsaufgaben in seinem Orden wahr. 1911 nahm ihn Papst Pius X. als Kardinaldiakon mit der Titeldiakonie San Cesareo in Palatio (auch Chiesa di San Cesareo de Appia) in das Kardinalskollegium auf und ernannte ihn 1914 zum Präsidenten der Päpstlichen Bibelkommission. Papst Benedikt XV. ernannte Wilhelmus Marinus van Rossum 1915 zum Großpönitentiar und erhob ihn zum Kardinalpriester mit der Titelkirche Santa Croce in Gerusalemme. 1917 wurde er Mitglied der im Zuge der Einführung des Codex Iuris Canonici geschaffenen Päpstlichen Kommission für die Interpretation von Gesetzestexten.
Am 25. April 1918 ernannte Benedikt XV. ihn zum Titularerzbischof von Caesarea in Mauretania und zum Kardinalpräfekten der Kongregation für die Ausbreitung des Glaubens. Er spendete ihm am 19. Mai desselben Jahres die Bischofsweihe; Mitkonsekratoren waren Giovanni Battista Nasalli Rocca di Corneliano, Almosenier Seiner Heiligkeit, und Agostino Zampini OSA, Sakristan Seiner Heiligkeit. Er nahm am Konklave 1922 teil, aus dem Pius XI. als Papst hervorging. Vom 11. Dezember 1922 bis zum 23. Mai 1923 war er Kämmerer des Heiligen Kardinalskollegiums. Er organisierte die universale Missionsausstellung zum Heiligen Jahr 1925. Er unterstützte die Indigenisierung des Klerus.

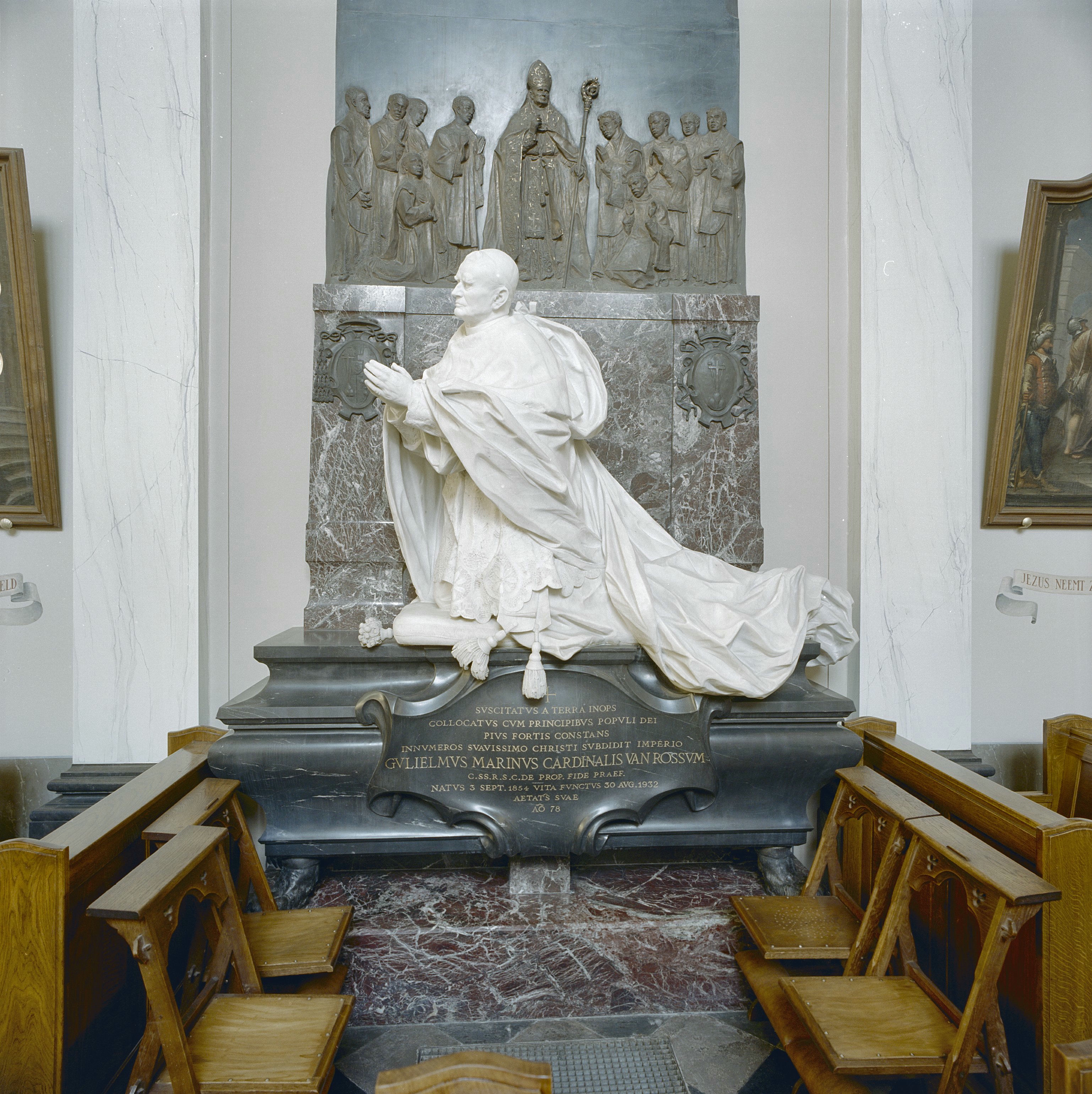
Grabdenkmal in der Krypta der Redemptoristenkirche in Wittem

Willem van Rossum starb am 30. August 1932 in Maastricht und wurde zunächst auf dem Friedhof von Wittem beigesetzt, später dann in die Kirche der Redemptoristen in Wittem überführt.

## Ehrungen
In seiner Heimatstadt wird Willem van Rossum bis heute verehrt. Als er im Juli 1913 Zwolle besuchte, waren alle Straßen und Plätze geschmückt und die Stadt im Ausnahmezustand. Bürgermeister und Rat empfingen „Zwolles edlen Spross“ mit zweitägigen Feierlichkeiten und mit Huldigungen, als wäre er ein Regierender Fürst. Es heißt, Königin Wilhelmina sei auf ein solches Willkommen fast eifersüchtig gewesen.
Auch in Amsterdam, ’s-Hertogenbosch und Maastricht erinnern Standbilder und Gedenktafeln an Wilhelmus Marinus van Rossum. In Wittem, Venray, Tilburg, Dongen, Beringe, Maastricht und an anderen Orten der Niederlande sind Straßen nach ihm benannt.

## Archiv
- Archief van Rossum im „Katholiek Documentatie Centrum“ (KDC) in Nijmegen